# معركة زبوريف (1917)
معركة زبوريف (بالإنجليزية: Battle of Zborov) كانت جزءًا صغيرًا من هجوم كيرينسكي (آخر هجوم قامت به قوات الإمبراطورية الروسية في الحرب العالمية الأولى). في هذه المعركة أظهر الفيلق التشيكوسلوفاكي المتألف من مقاتلين متطوعين أول عملية عسكرية مهمة قام بها ضد قوات دول المركز في الجبهة الشرقية.